# Berhény
Berhény (Briheni), település Romániában, a Partiumban, Bihar megyében.

## Fekvése
A Bihar-hegységben, Vaskohtól északnyugatra, a Fekete-Körösbe ömlő Briheny-patak bal partján fekvő település.

## Története
Berhény nevét 1588-ban említette először oklevél Brehen néven. 1600-ban Blehen, 1808-ban Brihény, 1888-ban Briheny, 1913-ban Berhény néven írták.
A település földesura a nagyváradi 1. sz. püspökség volt, amely még a 20. század elején is birtokos volt itt.
A falu határában valamikor vasbánya, és a 19. században vasgyár is működött.
1910-ben 512 lakosából 502 román, 10 magyar volt. Ebből 502 görögkeleti ortodox volt.
A trianoni békeszerződés előtt Bihar vármegye Vaskohi járásához tartozott.

## Nevezetességek
A falu mellett a belényesi, vaskohi és vaskohsziklási baptista gyülekezetek 1996 óta keresztény tábort működtetnek.